# Bergenstest
Le Bergenstest est un test pour la maîtrise de la langue norvégienne, avec des variantes disponibles pour le bokmål et le nynorsk. Le test est conçu pour les locuteurs non-natifs qui souhaitent travailler ou étudier en Norvège. Il est constitué de sections écrites et orales qui sont destinées à être passées par une personne ayant un niveau intermédiaire ou supérieur de la langue, ce qui équivaut à un niveau de référence B2 du cadre européen commun de référence pour les langues. Le test est disponible quatre fois par an, pour un coût d'environ 3 000 couronnes norvégiennes par participant (environ 400 €).